# 로크로

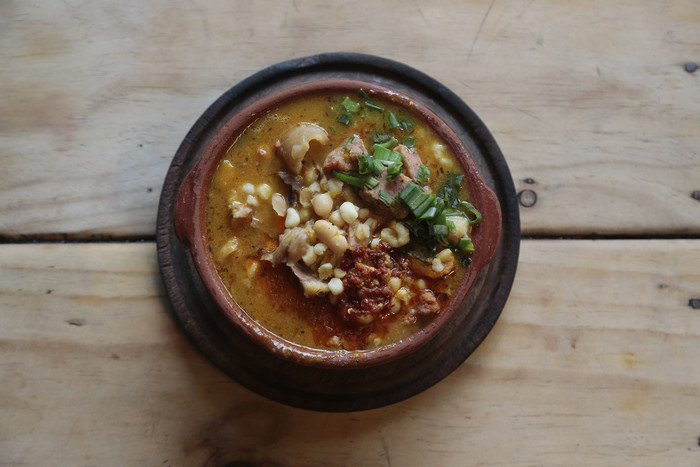
로크로

로크로(Locro, 케추아어 표현 ruqru에서 유래)는 호박 스튜로 토착 안데스 문명과 관련이 있고 안데스산맥 지역에서 흔하다. 페루, 볼리비아, 에콰도르, 칠레, 파라과이, 아르헨티나 북서부, 콜롬비아 남서부의 국민 음식이다. 로크로는 호박, 옥수수, 콩, 감자로 구성됐다.